# Lasowice (Otmuchów)
Lasowice (deutsch Laßwitz, 1936–1945 Höhendorf) ist ein Dorf der Stadt- und Landgemeinde Otmuchów im Powiat Nyski in der Woiwodschaft Opole in Polen.

## Geographie

### Geographische Lage
Das Angerdorf Lasowice liegt im Südwesten der historischen Region Oberschlesien. Der Ort liegt etwa neun Kilometer nordwestlich des Gemeindesitzes Otmuchów, etwa 19 Kilometer nordwestlich der Kreisstadt Nysa und etwa 75 Kilometer südwestlich der Woiwodschaftshauptstadt Opole. Zwei Kilometer westlich des Dorfes liegt die Grenze zur Woiwodschaft Niederschlesien.
Lasowice liegt in der Przedgórze Sudeckie (Sudetenvorgebirge) innerhalb der Wzgórza Niemczańsko-Strzelińskie (Nimptsch-Strehlen-Höhen). Durch den Ort fließt der Maciejowicki Potok (Matzwitzer Wasser).

### Nachbarorte
Nachbarorte von Lasowice sind im Nordosten Janowa (Johnsdorf), im Südosten Maciejowice (Matzwitz), im Südwesten Lubiatów (Lobedau) sowie im Westen Głęboka (Glambach).

## Geschichte

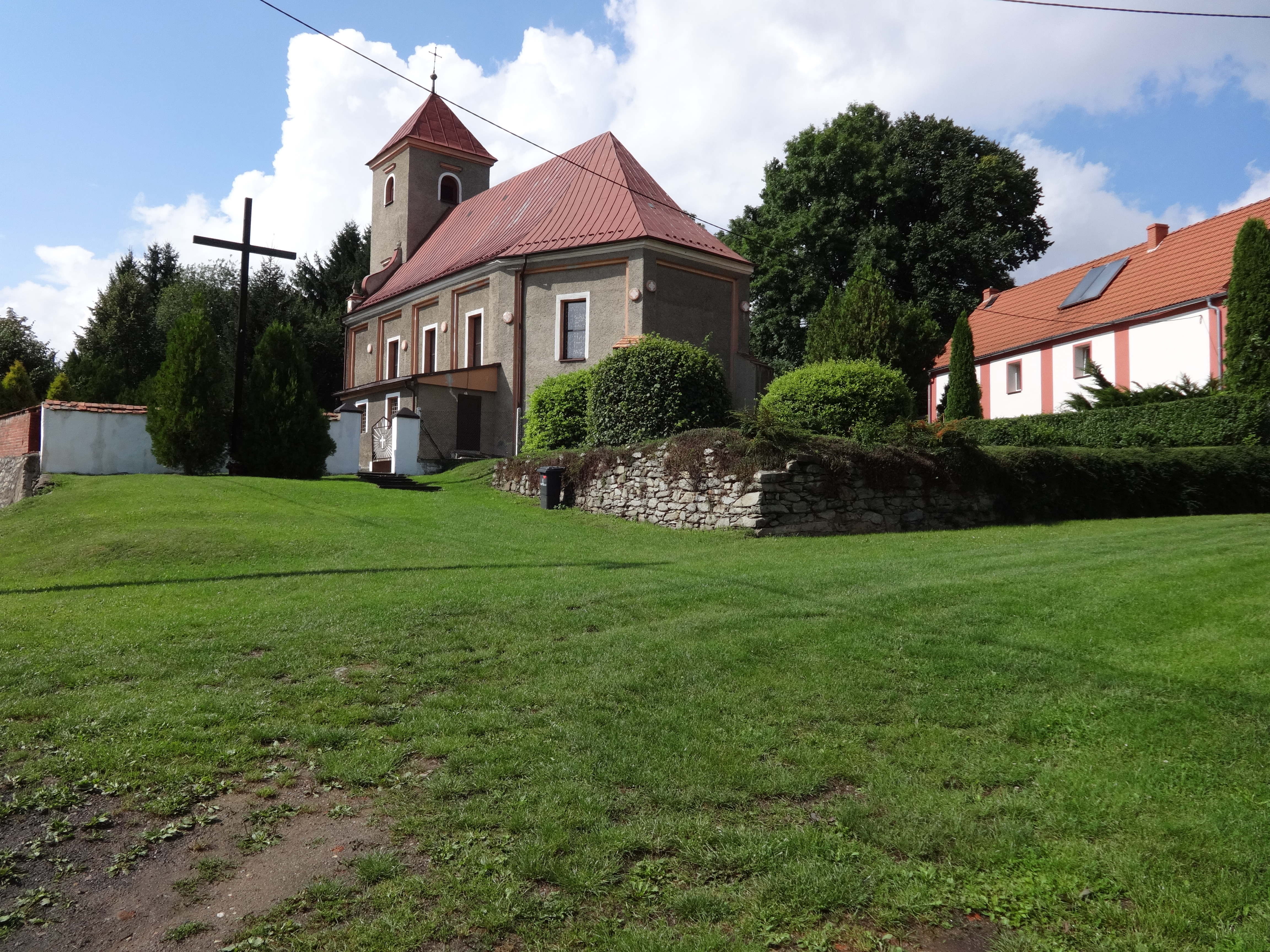
Mariä-Himmelfahrt-Kirche

In dem Werk Liber fundationis episcopatus Vratislaviensis aus den Jahren 1295–1305 wird der Ort erstmals als Lossovitz erwähnt. Für das Jahr 1374 ist die Ortsbezeichnung Loswicz sowie 1378 Lossowicz überliefert.
Ende des 16. Jahrhunderts wurde im Ort eine Kirche erbaut. Durch einen Brand zerstört, wurde 1698 ein neues Gotteshaus erbaut. Nach dem Ersten Schlesischen Krieg 1742 fiel Laßwitz mit dem größten Teil Schlesiens an Preußen.
Nach der Neuorganisation der Provinz Schlesien gehörte die Landgemeinde Laßwitz ab 1816 zum Landkreis Grottkau im Regierungsbezirk Oppeln. 1845 bestanden im Dorf eine katholische Pfarrkirche, eine katholische Schule, eine Schankwirtschaft sowie 71 weitere Häuser. Im gleichen Jahr lebten in Laßwitz 475 Menschen, allesamt katholisch. 1855 lebten 530 Menschen in Laßwitz. 1865 bestanden im Ort zwei Erbscholzen, 19 Bauern, zehn Gärtner-, 26 Häuslerstellen und 22 Einlieger. Die einklassige Schule wurde im gleichen Jahr von 109 Schülern besucht. 1874 wurde der Amtsbezirk Lobedau gegründet, welcher aus den Landgemeinden Johnsdorf, Laßwitz und Lobedau und den Gutsbezirken Johnsdorf und Lobedau bestand. 1885 zählte Laßwitz 505 Einwohner.
1933 lebten in Laßwitz 394 Menschen. Am 22. Juli 1936 wurde der Ort im Zuge einer Welle von Ortsumbenennungen der NS-Zeit in Höhendorf umbenannt. 1939 lebten 372 Menschen in Höhendorf. Bis Kriegsende 1945 gehörte der Ort zum Landkreis Grottkau.
Als Folge des Zweiten Weltkriegs fiel Höhendorf 1945 wie der größte Teil Schlesiens unter polnische Verwaltung. Nachfolgend wurde es in Lasowice umbenannt und der Woiwodschaft Schlesien angeschlossen. Die deutsche Bevölkerung wurde weitgehend vertrieben. 1950 wurde es der Woiwodschaft Oppeln eingegliedert. 1999 kam der Ort zum wiedergegründeten Powiat Nyski. 2006 lebten 157 Menschen im Ort.

## Sehenswürdigkeiten
- Die römisch-katholische Mariä-Himmelfahrt-Kirche (poln. Kościół Wniebowzięcia NMP) wurde 1792 erbaut. Bereits seit Ende des 16. Jahrhunderts bestand an gleicher Stelle ein Kirchenbau.[9] Das Gotteshaus wurde 1966 unter Denkmalschutz gestellt.[10]

## Persönlichkeiten
- Julius Günther (1824–1909), Richter und Abgeordneter
- Benedict Titz (1818–1893), katholischer Pfarrer und Parlamentarier, Pfarrer in Laßwitz